# Ellie de Lange
Ellie de Lange (Swindon, 1997) is een Nederlands actrice. Ze werd geboren in het Verenigd Koninkrijk en verhuisde op jonge leeftijd naar Arnhem. Na de havo studeerde ze van 2018 tot 2024 aan de Toneelacademie Maastricht. Ze speelde in diverse films en series, waaronder Mees Kees in de wolken, Oorlog-stories en De Joodse Raad.

## Filmografie

### Film
- 2015: Charlotte98, als Marlies
- 2019: Mees Kees in de wolken, als Marie Louise[4]
- 2019: De Kus, als Liesbeth
- 2021: Herrie in Huize Gerri, als stagiair
- 2022: Zeebenen, als Sien

### Televisie
- 2017: Moordvrouw, als Christy Geelen
- 2017: Centraal Medisch Centrum, als Devika
- 2018: Het geheime dagboek van Hendrik Groen, als stagiaire Meta
- 2019: Flikken Maastricht, als Angie
- 2019-2020: Keizersvrouwen, als Xandra Keizer
- 2020: Oorlog-stories, als Mieke
- 2020-2021: Mees Kees, als Marie Louise
- 2021: The Serpent, als Helena Dekker[5]
- 2021: Human Superfood, als Nine
- 2021: Follow de SOA, als Marieke
- 2022: Het verhaal van Nederland, als Gundrun
- 2022: Jos, als Claire
- 2023: Hockeyvaders, als Maartje
- 2023: Arcadia, als Hanna Jans[6]
- 2024: De Joodse Raad, als Mirjam Cohen
- 2024: The Tattooist of Auschwitz, als Esther
- 2024: Wolf Hall: the Mirror and the Light, als Jenneke
- 2025: Arcadia, als Hanna Jans